# Varennes (Dordogne)
Pour les articles homonymes, voir Varennes.
Varennes est une commune française située dans le département de la Dordogne, en région Nouvelle-Aquitaine.

## Géographie

### Généralités
Au sud du département de la Dordogne, en Bergeracois, la commune rurale de Varennes est entièrement située en rive gauche de la Dordogne qui limite le territoire communal au nord. Le Couzeau, un petit affluent, se jette dans la Dordogne au nord-ouest du bourg, au lieu-dit le Port de Lanquais.
Le bourg, traversé par la route départementale 37E1, se situe, en distances orthodromiques, cinq kilomètres à l'ouest de Lalinde et seize kilomètres à l'est de Bergerac.
La commune est également desservie par les routes départementales 37 et 37E2.

### Communes limitrophes
Varennes est limitrophe de cinq autres communes.Au nord-est, son territoire est distant de 300 mètres de celui de Lalinde.
| Saint-Capraise-de-Lalinde |          | Baneuil              |
| Saint-Agne                | Varennes | Couze-et-Saint-Front |
|                           | Lanquais |                      |

### Géologie et relief

#### Géologie
Situé sur la plaque nord du Bassin aquitain et bordé à son extrémité nord-est par une frange du Massif central, le département de la Dordogne présente une grande diversité géologique. Les terrains sont disposés en profondeur en strates régulières, témoins d'une sédimentation sur cette ancienne plate-forme marine. Le département peut ainsi être découpé sur le plan géologique en quatre gradins différenciés selon leur âge géologique. Varennes est située dans le quatrième gradin à partir du nord-est, un plateau formé de dépôts siliceux-gréseux et de calcaires lacustres de l'ère tertiaire.
Les couches affleurantes sur le territoire communal sont constituées de formations superficielles du Quaternaire datant du Cénozoïque et de roches sédimentaires du Mésozoïque. La formation la plus ancienne, notée c5e, date du Campanien 5, des calcaires bioclastiques jaunâtres à rudistes, orbitoides media, Larrazetia, calcaires gréseux jaunes à grands silex versicolores, lumachelles à huîtres. La formation la plus récente, notée CFp, fait partie des formations superficielles de type colluvions indifférenciées de versant, de vallon et plateaux issues d'alluvions, molasses, altérites. Le descriptif de ces couches est détaillé dans  la feuille « no 806 - Bergerac » de la carte géologique au 1/50 000 de la France métropolitaine, et sa notice associée.

Carte géologique de Varennes.

#### Relief et paysages

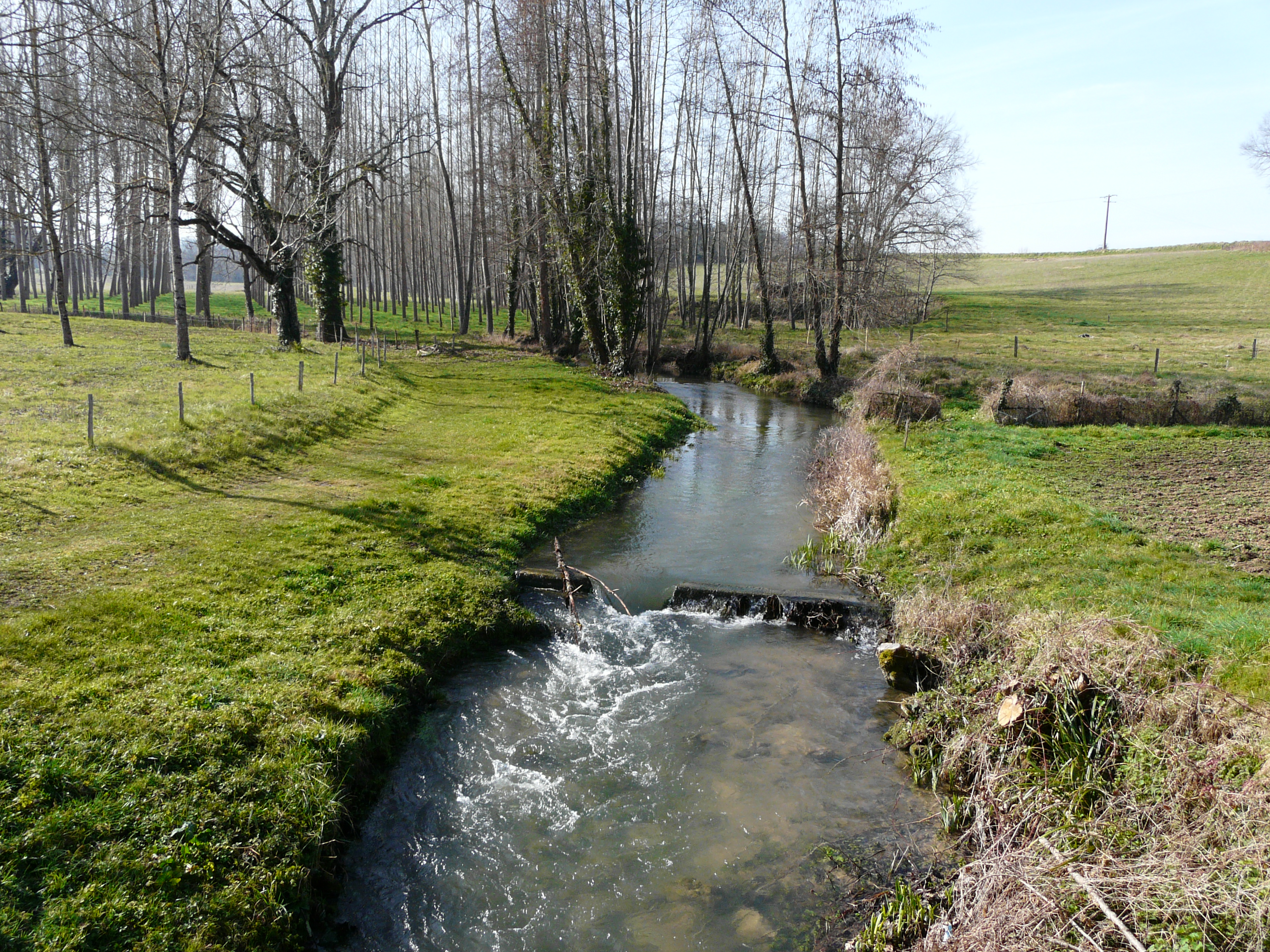
La vallée du Couzeau au pont de la RD 37E1.

Le département de la Dordogne se présente comme un vaste plateau incliné du nord-est (491 m, à la forêt de Vieillecour dans le Nontronnais, à Saint-Pierre-de-Frugie) au sud-ouest (2 m à Lamothe-Montravel). L'altitude du territoire communal varie quant à elle entre 27 mètres au nord-ouest, là où la Dordogne forme la retenue du barrage de Tuilières, et 103 mètres à l'est, au lieu-dit le Talinot.
Dans le cadre de la Convention européenne du paysage entrée en vigueur en France le 1er juillet 2006, renforcée par la loi du 8 août 2016 pour la reconquête de la biodiversité, de la nature et des paysages, un atlas des paysages de la Dordogne a été élaboré sous maîtrise d’ouvrage de l’État et publié en octobre 2020. Les paysages du département s'organisent en huit unités paysagères,. La commune est dans le Bergeracois, une région naturelle présentant un relief contrasté, avec les deux grandes vallées de la Dordogne et du Dropt séparées par un plateau plus ou moins vallonné, dont la pente générale s’incline doucement d’est en ouest. Ce territoire offre des paysages ouverts qui tranchent avec les paysages périgourdins. Il est composé de vignes, vergers et cultures,.
La superficie cadastrale de la commune publiée par l'Insee, qui sert de référence dans toutes les statistiques, est de 4,05 km2,,. La superficie géographique, issue de la BD Topo, composante du Référentiel à grande échelle produit par l'IGN, est quant à elle de 4,09 km2.

### Hydrographie

#### Réseau hydrographique
La commune est située dans le bassin de la Dordogne au sein du Bassin Adour-Garonne. Elle est drainée par la Dordogne, le Couzeau et le ruisseau de la Biède, qui constituent un réseau hydrographique de 6,5 km de longueur totale,.
La Dordogne, d'une longueur totale de 483,1 km, prend naissance sur les flancs du puy de Sancy (1 885 m), dans la chaîne des monts Dore, traverse six départements dont la Dordogne dans sa partie sud, et conflue avec la Garonne à Bayon-sur-Gironde, pour former l'estuaire de la Gironde,. Elle borde la commune au nord sur quatre kilomètres face à Baneuil et Saint-Capraise-de-Lalinde.
Le Couzeau, d'une longueur totale de 13,76 km, prend sa source à Bardou et se jette dans la Dordogne en rive gauche sur la commune, au lieu-dit le Port de Lanquais, face à Baneuil,. Il traverse le territoire communal du sud au nord sur un kilomètre.
Autre affluent de rive gauche de la Dordogne, le ruisseau de la Biède sert de limite naturelle à l'ouest sur environ 900 mètres, face à Saint-Agne.

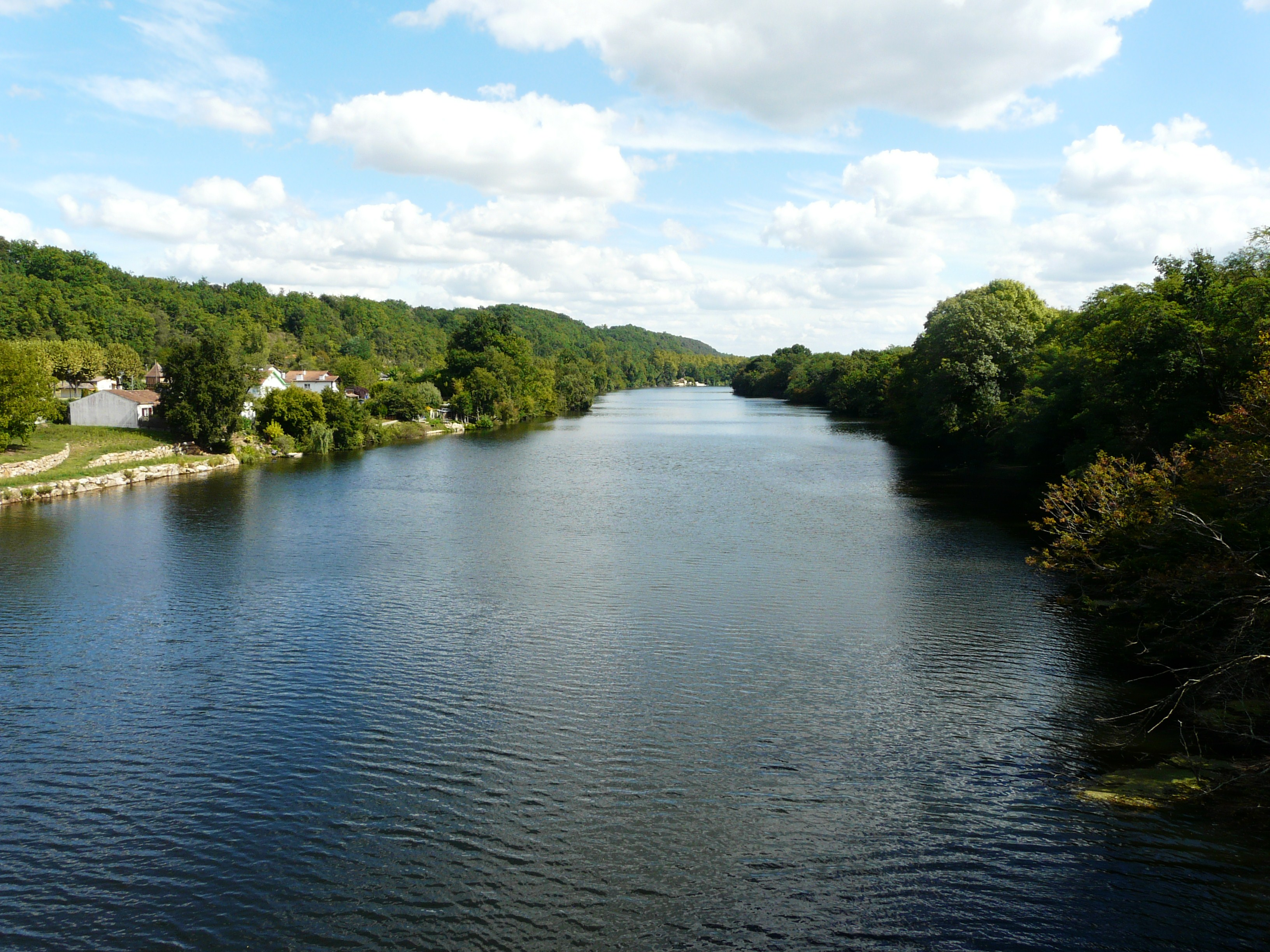
La Dordogne sépare Saint-Capraise-de-Lalinde à gauche de Varennes à droite.
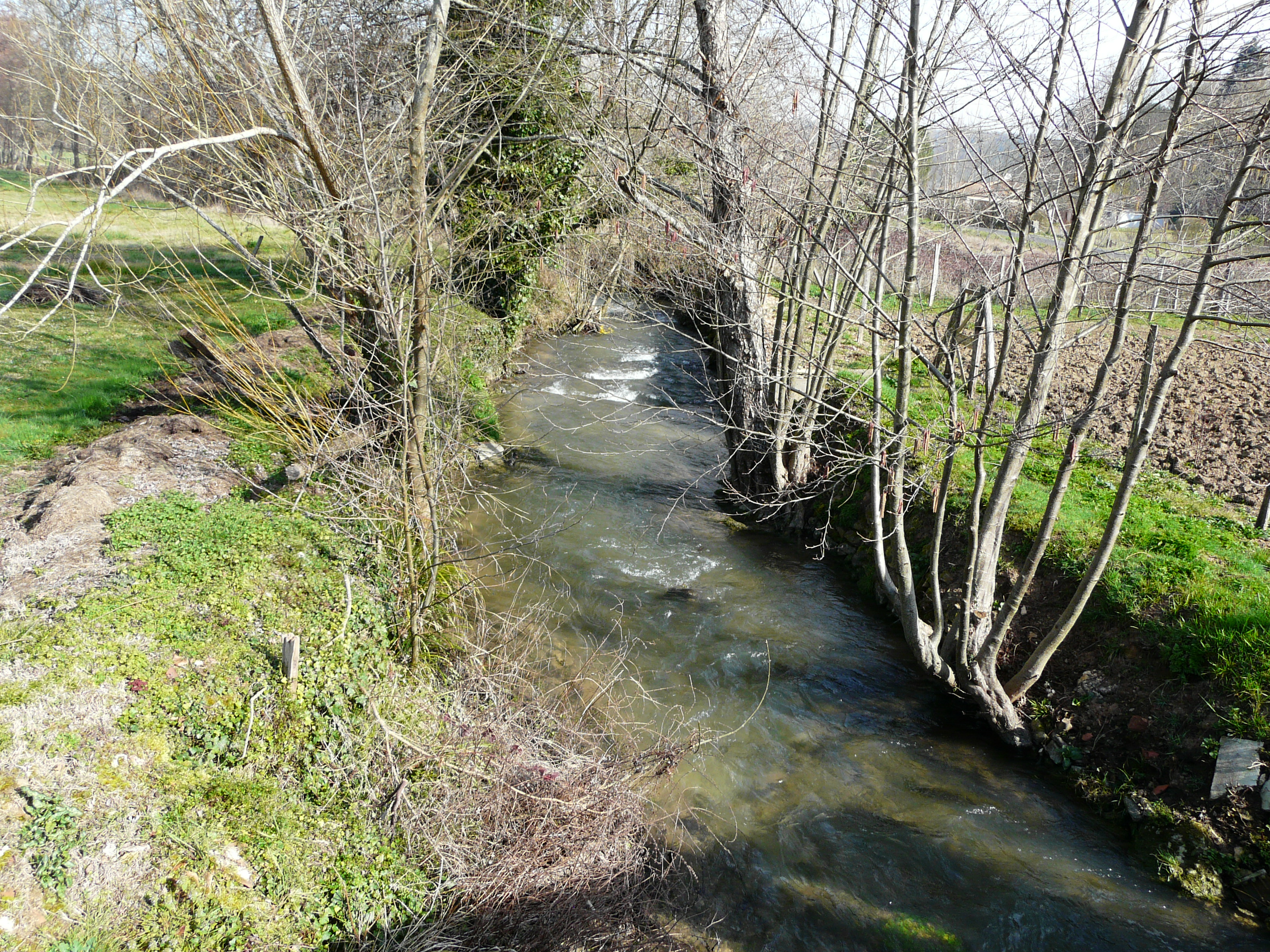
Le Couzeau au pont de la RD 37E1.
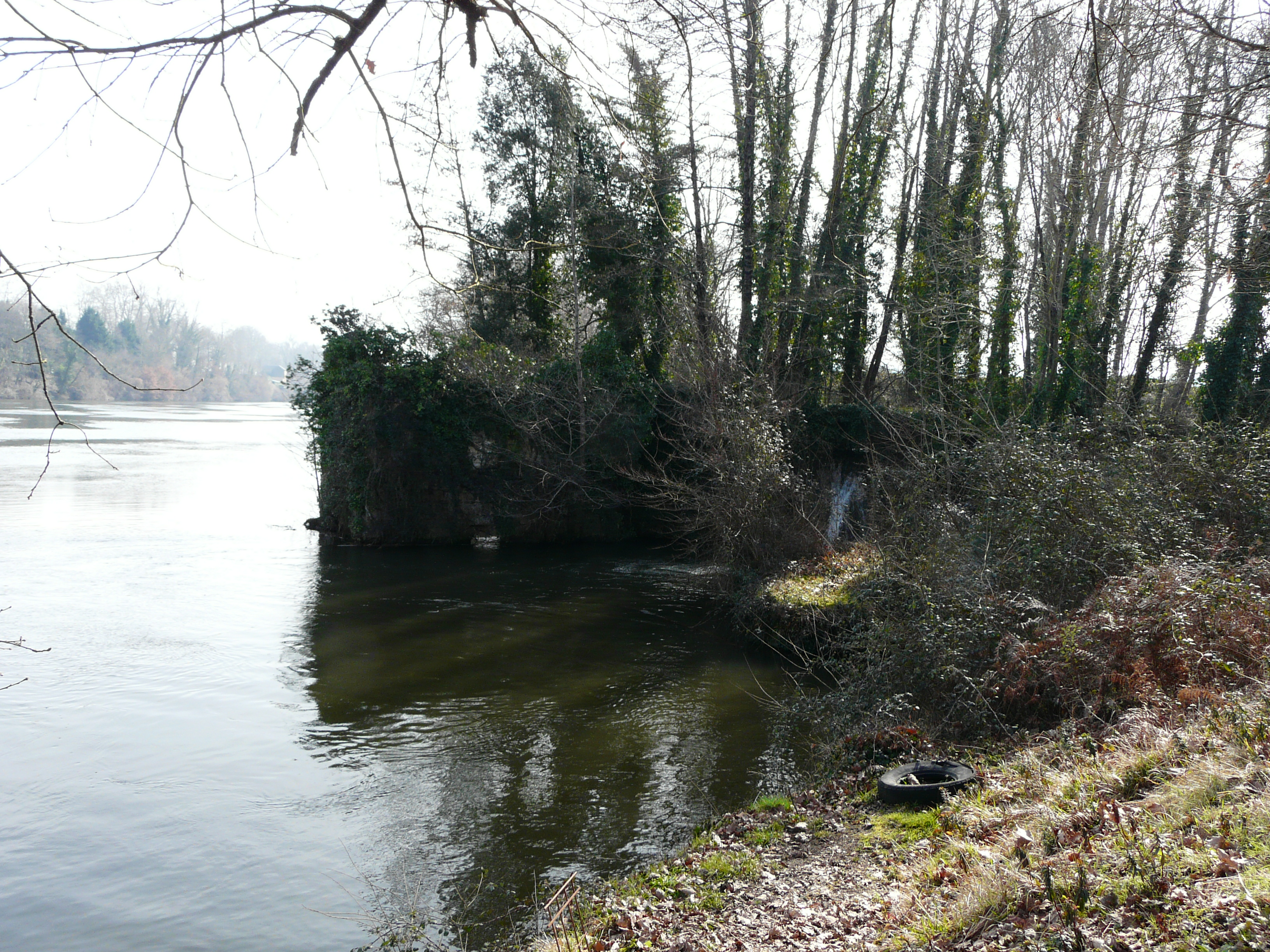
Le Couzeau (sur la droite) se jette dans la Dordogne par une cascatelle.
Réseaux hydrographique et routier de Varennes.

#### Gestion et qualité des eaux
Le territoire communal est couvert par le schéma d'aménagement et de gestion des eaux (SAGE) « Dordogne Atlantique ». Ce document de planification, dont le territoire correspond au sous‐bassin le plus aval du bassin versant de la Dordogne (aval de la confluence Dordogne - Vézère)., d'une superficie de 2 700 km2 est en cours d'élaboration. La structure porteuse de l'élaboration et de la mise en œuvre est l'établissement public territorial de bassin de la Dordogne (EPIDOR). Il définit sur son territoire les objectifs généraux d’utilisation, de mise en valeur et de protection quantitative et qualitative des ressources en eau superficielle et souterraine, en respect des objectifs de qualité définis dans le troisième SDAGE  du Bassin Adour-Garonne qui couvre la période 2022-2027, approuvé le 10 mars 2022.
La qualité des eaux de baignade et des cours d’eau peut être consultée sur un site dédié géré par les agences de l’eau et l’Agence française pour la biodiversité.

### Climat
Pour des articles plus généraux, voir Climat de la Nouvelle-Aquitaine et Climat de la Dordogne.
Historiquement, la commune est exposée à un climat océanique aquitain.  
En 2020, Météo-France publie une typologie des climats de la France métropolitaine dans laquelle la commune est exposée à un climat océanique altéré et est dans la région climatique  Aquitaine, Gascogne, caractérisée par une pluviométrie abondante au printemps, modérée en automne, un faible ensoleillement au printemps, un été chaud (19,5 °C), des vents faibles, des brouillards fréquents en automne et en hiver et des orages fréquents en été (15 à 20 jours).
Pour la période 1971-2000, la température annuelle moyenne est de 12,6 °C, avec  une amplitude thermique annuelle de 15,3 °C. Le cumul annuel moyen de précipitations est de 850 mm, avec 12,1 jours de précipitations en janvier et 6,8 jours en juillet. Pour la période 1991-2020, la température moyenne annuelle observée sur la station météorologique la plus proche, située sur la commune de Bergerac à 15 km à vol d'oiseau, est de 13,2 °C et le cumul annuel moyen de précipitations est de 792,9 mm,. Pour l'avenir, les paramètres climatiques de la commune estimés pour 2050 selon différents scénarios d’émission de gaz à effet de serre sont consultables sur un site dédié publié par Météo-France en novembre 2022.

### Milieux naturels et biodiversité

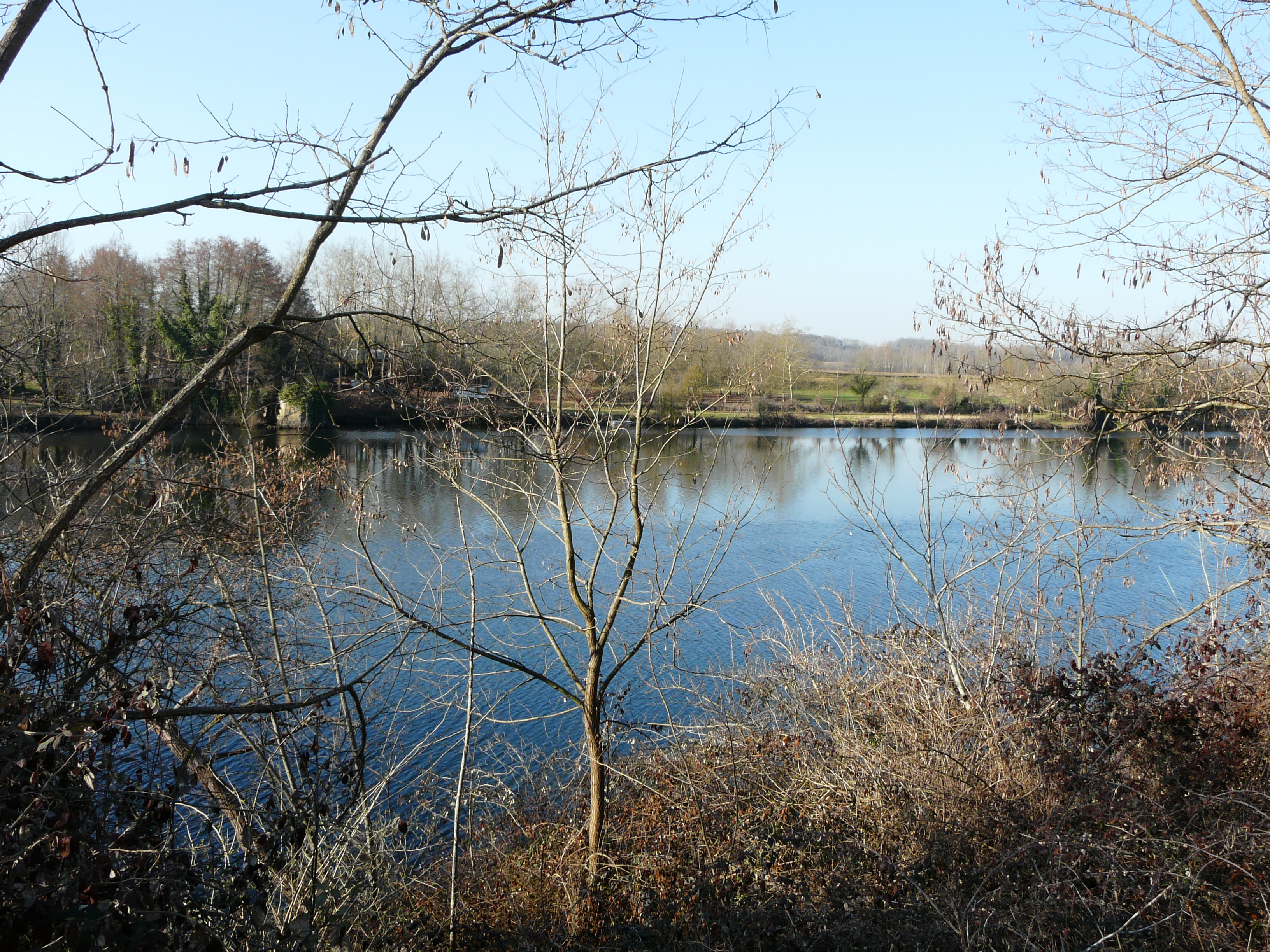
La Dordogne entre Baneuil (au premier plan) et Varennes (en rive opposée).

#### Natura 2000
La Dordogne est un site du réseau Natura 2000 limité aux départements de la Dordogne et de la Gironde, et qui concerne les 104 communes riveraines de la Dordogne, dont Varennes,. Seize espèces animales et une espèce végétale inscrites à l'annexe II de la directive 92/43/CEE de l'Union européenne y ont été répertoriées.

#### Protection du biotope
La commune est soumise à un arrêté préfectoral de protection de biotope de 1991 destiné à favoriser la migration et le frai de plusieurs espèces de poissons.

#### ZNIEFF
Varennes fait partie des 102 communes concernées par la zone naturelle d'intérêt écologique, faunistique et floristique (ZNIEFF) de type II « La Dordogne »,, dans laquelle ont été répertoriées huit espèces animales déterminantes et cinquante-sept espèces végétales déterminantes, ainsi que quarante-trois autres espèces animales et trente-neuf autres espèces végétales.
Au nord du lieu-dit les Coustals, entre la Dordogne et la route départementale 37E1, la « station botanique de Varennes » est protégée pour sa flore, sur 4,75 hectares. C'est une ZNIEFF de type I, partagée avec la commune voisine de Couze-et-Saint-Front,.

## Urbanisme

### Typologie
Au 1er janvier 2024, Varennes est catégorisée commune rurale à habitat dispersé, selon la nouvelle grille communale de densité à 7 niveaux définie par l'Insee en 2022.
Elle appartient à l'unité urbaine de Lalinde, une agglomération intra-départementale dont elle est une commune de la banlieue,. Par ailleurs la commune fait partie de l'aire d'attraction de Bergerac, dont elle est une commune de la couronne,. Cette aire, qui regroupe 73 communes, est catégorisée dans les aires de 50 000 à moins de 200 000 habitants,.

### Occupation des sols
L'occupation des sols de la commune, telle qu'elle ressort de la base de données européenne d’occupation biophysique des sols Corine Land Cover (CLC), est marquée par l'importance des territoires agricoles (82,4 % en 2018), en diminution par rapport à 1990 (84,9 %). La répartition détaillée en 2018 est la suivante : 
terres arables (63,2 %), zones agricoles hétérogènes (19,2 %), zones urbanisées (6,9 %), eaux continentales (6,6 %), forêts (4,1 %). L'évolution de l’occupation des sols de la commune et de ses infrastructures peut être observée sur les différentes représentations cartographiques du territoire : la carte de Cassini (XVIIIe siècle), la carte d'état-major (1820-1866) et les cartes ou photos aériennes de l'IGN pour la période actuelle (1950 à aujourd'hui).

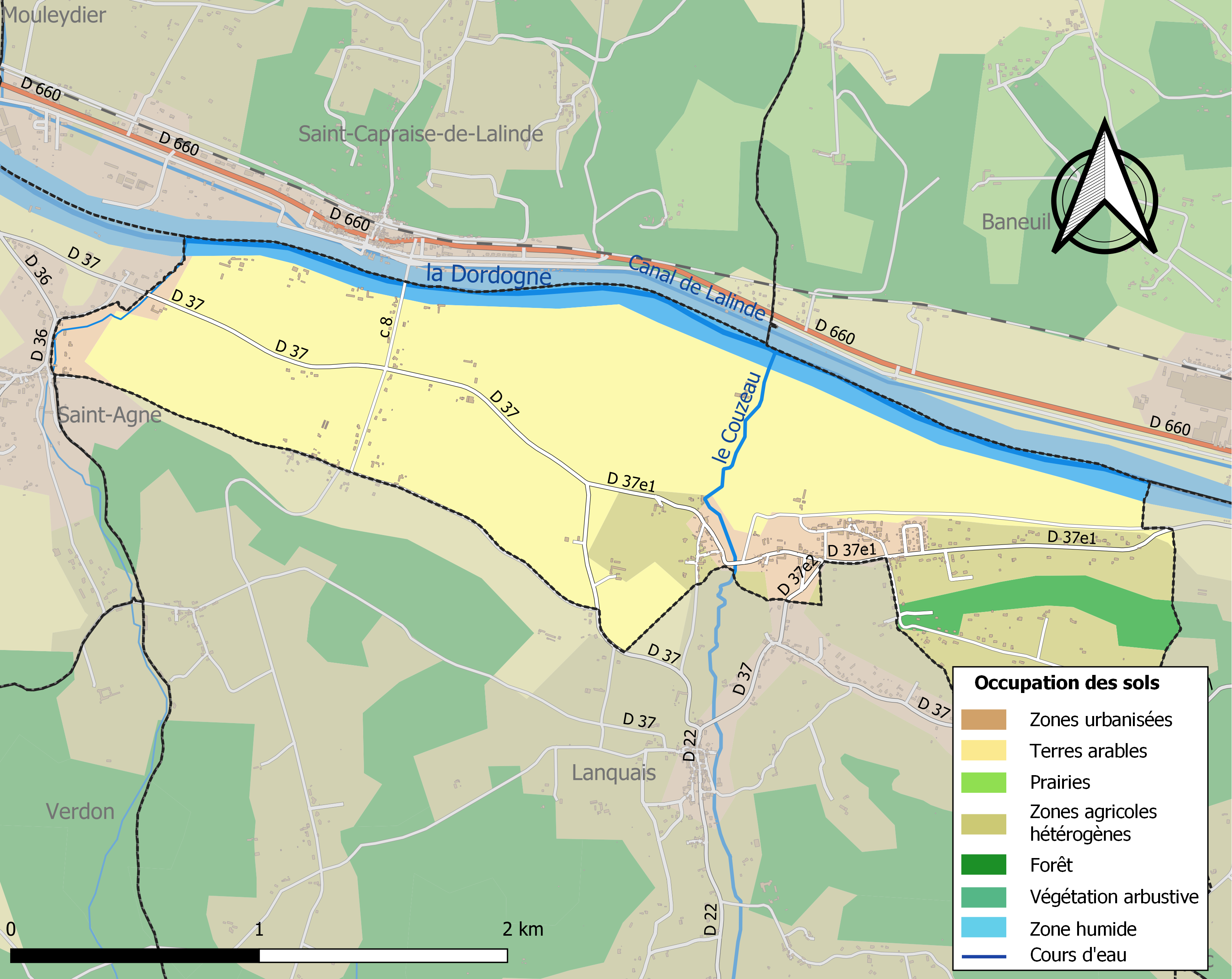
Carte des infrastructures et de l'occupation des sols de la commune en 2018 (CLC).

### Villages, hameaux et lieux-dits
Outre le bourg de Varennes proprement dit, la commune se compose de quelques autres villages ou hameaux, ainsi que de lieux-dits :
- Bardette
- le Breil
- les Broqueries
- les Coustals
- la Croix
- les Guillonnets
- Laussine
- Monsagou
- les Moulettes
- le Port-de-Lanquais
- le Talinot
- Tout-Vent.

### Prévention des risques
Le territoire de la commune de Varennes est vulnérable à différents aléas naturels : météorologiques (tempête, orage, neige, grand froid, canicule ou sécheresse), inondations, feux de forêts, mouvements de terrains et séisme (sismicité très faible). Il est également exposé à un risque technologique, la rupture d'un barrage. Un site publié par le BRGM permet d'évaluer simplement et rapidement les risques d'un bien localisé soit par son adresse soit par le numéro de sa parcelle.

#### Risques naturels
Certaines parties du territoire communal sont susceptibles d’être affectées par le risque d’inondation par débordement de cours d'eau, notamment la Dordogne et le Couzeau. La commune a été reconnue en état de catastrophe naturelle au titre des dommages causés par les inondations et coulées de boue survenues en 1982 et 1999,. Le risque inondation est pris en compte dans l'aménagement du territoire de la commune par le biais du plan de prévention des risques inondation (PPRI) de la « Dordogne C entre », couvrant 20 communes et approuvé le 23 décembre 2008, pour les crues de la Dordogne,.
Varennes est exposée au risque de feu de forêt. L’arrêté préfectoral du 14 mars 2013 fixe les conditions de pratique des incinérations et de brûlage dans un objectif de réduire le risque de départs d’incendie. À ce titre, des périodes sont déterminées : interdiction totale du 15 février au 15 mai et du 15 juin au 15 octobre, utilisation réglementée du 16 mai au 14 juin et du 16 octobre au 14 février. En septembre 2020, un plan inter-départemental de protection des forêts contre les incendies (PidPFCI) a été adopté pour la période 2019-2029,.

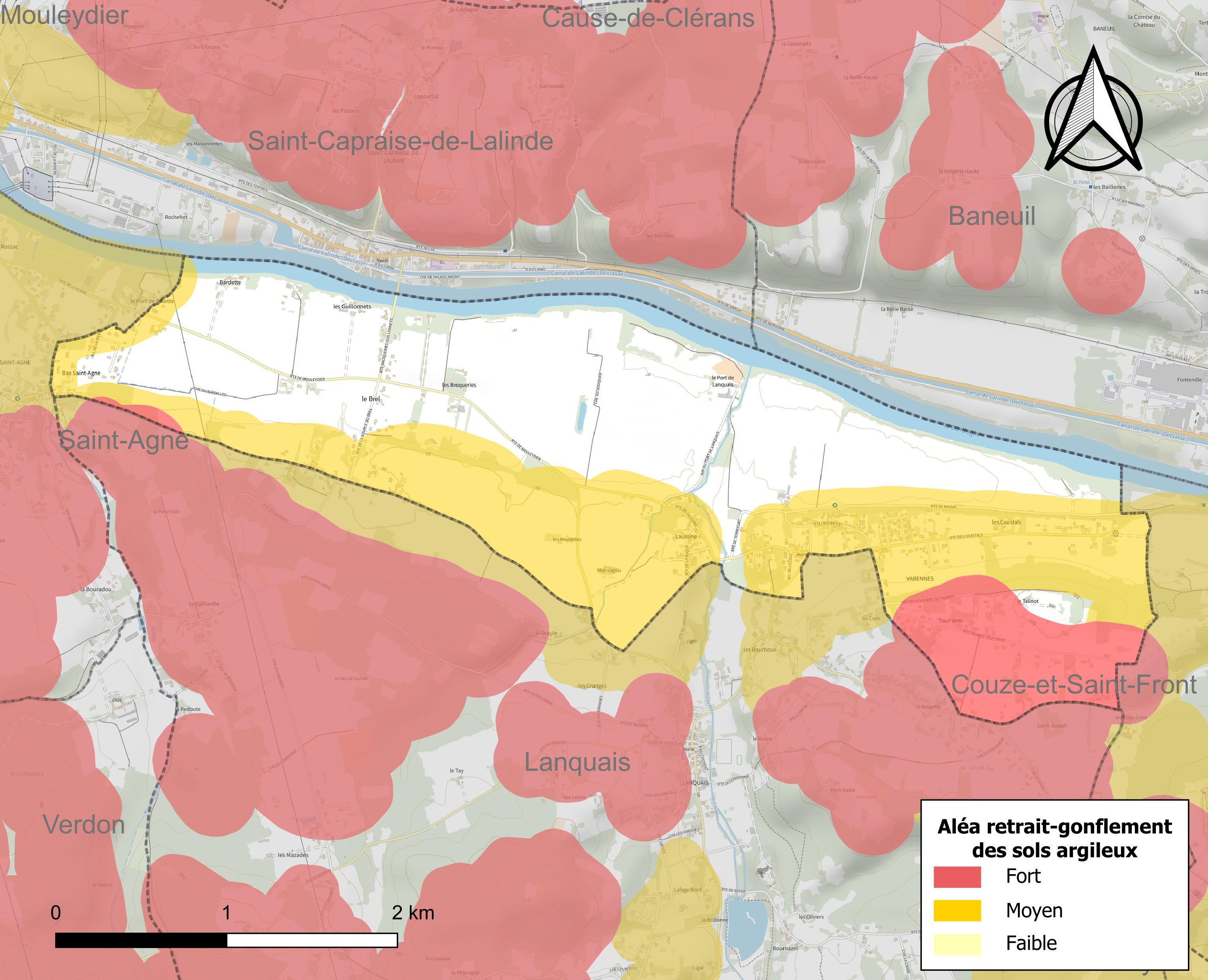
Carte des zones d'aléa retrait-gonflement des sols argileux de Varennes.

Les mouvements de terrains susceptibles de se produire sur la commune sont des affaissements et effondrements liés aux cavités souterraines (hors mines) et des tassements différentiels. Afin de mieux appréhender le risque d’affaissement de terrain, un inventaire national permet de localiser les éventuelles cavités souterraines sur la commune. Le retrait-gonflement des sols argileux est susceptible d'engendrer des dommages importants aux bâtiments en cas d’alternance de périodes de sécheresse et de pluie. 47,5 % de la superficie communale est en aléa moyen ou fort (58,6 % au niveau départemental et 48,5 % au niveau national métropolitain). Depuis le 1er octobre 2020, en application de la loi ÉLAN, différentes contraintes s'imposent aux vendeurs, maîtres d'ouvrages ou constructeurs de biens situés dans une zone classée en aléa moyen ou fort,.
La commune a été reconnue en état de catastrophe naturelle au titre des dommages causés par la sécheresse en 2011 et par des mouvements de terrain en 1999.

#### Risque technologique
La commune est en outre située en aval du barrage de Bort-les-Orgues, un ouvrage de classe A situé dans le département de la Corrèze et faisant l'objet d'un PPI depuis 2009. À ce titre elle est susceptible d’être touchée par l’onde de submersion consécutive à la rupture de cet ouvrage.

## Toponymie
Le nom de la commune est issu de l'occitan varena qui correspond à un terrain pauvre et sablonneux, ou encore à des terres gagnées sur les eaux.
En occitan, la commune porte le nom de Varenas.

## Histoire
Le territoire communal a été occupé à l'époque gallo-romaine.
L'église du lieu est construite à l'époque romane. Avant son nom actuel, le lieu s'est appelé « le petit Lanquais » (Lencaychetum en 1301, qui apparait encore en 1648 sous la forme « Linquasset »). La première mention écrite connue du nom actuel date de 1474 (Mansus dictus de Varennes, c'est-à-dire « domaine dit de Varennes »).
Sur la carte de Cassini représentant la France entre 1756 et 1789, le village est identifié sous le nom de Varenne.

## Politique et administration

### Rattachements administratifs
Dès 1790, la commune de Varennes a été rattachée au canton de Lalinde qui dépendait du district de Bergerac jusqu'en 1795, date de suppression des districts. En 1801, le canton est rattaché à l'arrondissement de Bergerac.
Lors de l'importante réforme de 2014 définie par le décret du 21 février 2014 et supprimant la moitié des cantons du département, la commune reste attachée au même canton qui devient plus étendu.

### Intercommunalité
Fin 2002, Varennes intègre dès sa création la communauté de communes du Bassin Lindois. Celle-ci est dissoute au 31 décembre 2012 et remplacée au 1er janvier 2013 par la communauté de communes des Bastides Dordogne-Périgord.

### Administration municipale
La population de la commune étant comprise entre 100 et 499 habitants au recensement de 2017, onze conseillers municipaux ont été élus en 2020,.

### Liste des maires

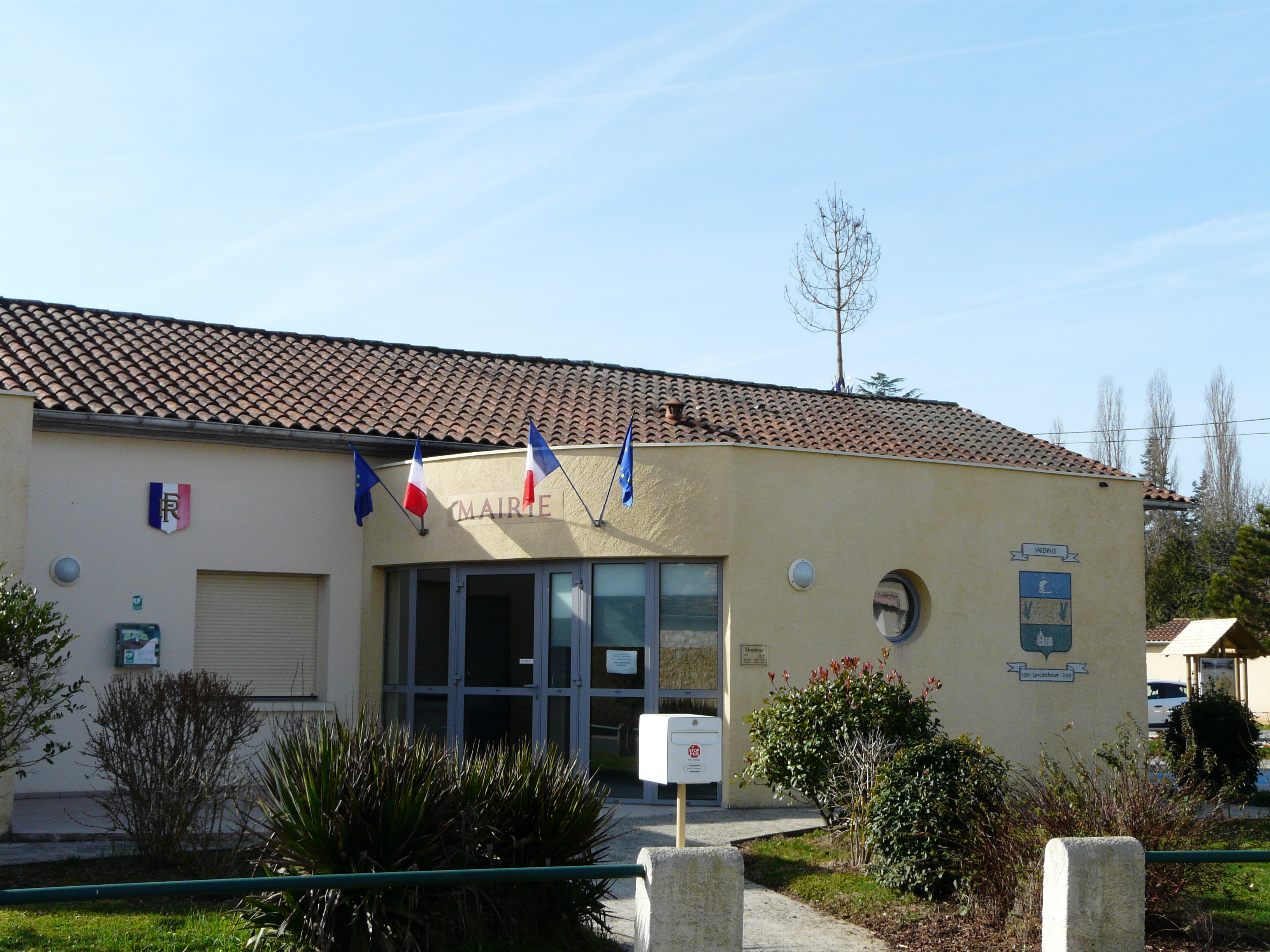
La mairie.

| Période                                  | Période   | Identité         | Étiquette | Qualité          |
| ---------------------------------------- | --------- | ---------------- | --------- | ---------------- |
| Les données manquantes sont à compléter. |           |                  |           |                  |
|                                          |           |                  |           |                  |
| mars 2001                                | mars 2014 | Philippe Soulage | SE        | Contremaître     |
| mars 2014 (réélu en mai 2020)            | En cours  | Gérard Martin    | SE        | Retraité EDF-GDF |

## Équipements et services publics

### Enseignement
En 2016, Varennes est organisée en regroupement pédagogique intercommunal (RPI) avec les communes de Lanquais, Saint-Agne, Saint-Capraise-de-Lalinde et Verdon. Des classes sont assurées à Varennes en école maternelle (moyenne et grande sections).

### Justice
En 2023, dans le domaine judiciaire, Varennes relève : 
- du tribunal judiciaire, du tribunal pour enfants, du conseil de prud'hommes et du tribunal de commerce de Bergerac ;
- du pôle Nationalité du tribunal judiciaire de Périgueux (compétent uniquement dans le domaine de la nationalité) ;
- de la cour d'appel, du tribunal administratif et de la  cour administrative d'appel de Bordeaux.

## Population et société

### Démographie
Les habitants de Varennes se nomment les Varennois.
L'évolution du nombre d'habitants est connue à travers les recensements de la population effectués dans la commune depuis 1793. Pour les communes de moins de 10 000 habitants, une enquête de recensement portant sur toute la population est réalisée tous les cinq ans, les populations de référence des années intermédiaires étant quant à elles estimées par interpolation ou extrapolation. Pour la commune, le premier recensement exhaustif entrant dans le cadre du nouveau dispositif a été réalisé en 2006.

En 2022, la commune comptait 460 habitants, en évolution de −0,86 % par rapport à 2016 (Dordogne : +0,37 %, France hors Mayotte : +2,11 %).
| 1793 | 1800 | 1806 | 1821 | 1831 | 1836 | 1841 | 1846 | 1851 |
| ---- | ---- | ---- | ---- | ---- | ---- | ---- | ---- | ---- |
| 267  | 266  | 261  | 261  | 320  | 316  | 329  | 340  | 290  |

| 1856 | 1861 | 1866 | 1872 | 1876 | 1881 | 1886 | 1891 | 1896 |
| ---- | ---- | ---- | ---- | ---- | ---- | ---- | ---- | ---- |
| 295  | 250  | 262  | 258  | 260  | 250  | 252  | 234  | 254  |

| 1901 | 1906 | 1911 | 1921 | 1926 | 1931 | 1936 | 1946 | 1954 |
| ---- | ---- | ---- | ---- | ---- | ---- | ---- | ---- | ---- |
| 229  | 216  | 199  | 170  | 186  | 198  | 232  | 193  | 234  |

| 1962 | 1968 | 1975 | 1982 | 1990 | 1999 | 2006 | 2011 | 2016 |
| ---- | ---- | ---- | ---- | ---- | ---- | ---- | ---- | ---- |
| 254  | 383  | 483  | 424  | 377  | 384  | 445  | 445  | 464  |

| 2021 | 2022 | - | - | - | - | - | - | - |
| ---- | ---- | - | - | - | - | - | - | - |
| 462  | 460  | - | - | - | - | - | - | - |

## Économie

### Emploi
En 2015, parmi la population communale comprise entre 15 et 64 ans, les actifs représentent 176 personnes, soit 38,4 % de la population municipale. Le nombre de chômeurs (seize) a diminué par rapport à 2010 (vingt) et le taux de chômage de cette population active s'établit à 9,1 %.

### Établissements
Au 31 décembre 2015, la commune compte vingt-cinq établissements, dont douze au niveau des commerces, transports ou services, six dans la construction, quatre relatifs au secteur administratif, à l'enseignement, à la santé ou à l'action sociale, deux dans l'agriculture, la sylviculture ou la pêche, et un dans l'industrie.

## Culture locale et patrimoine

### Lieux et monuments
- Église Saint-Avit[77].

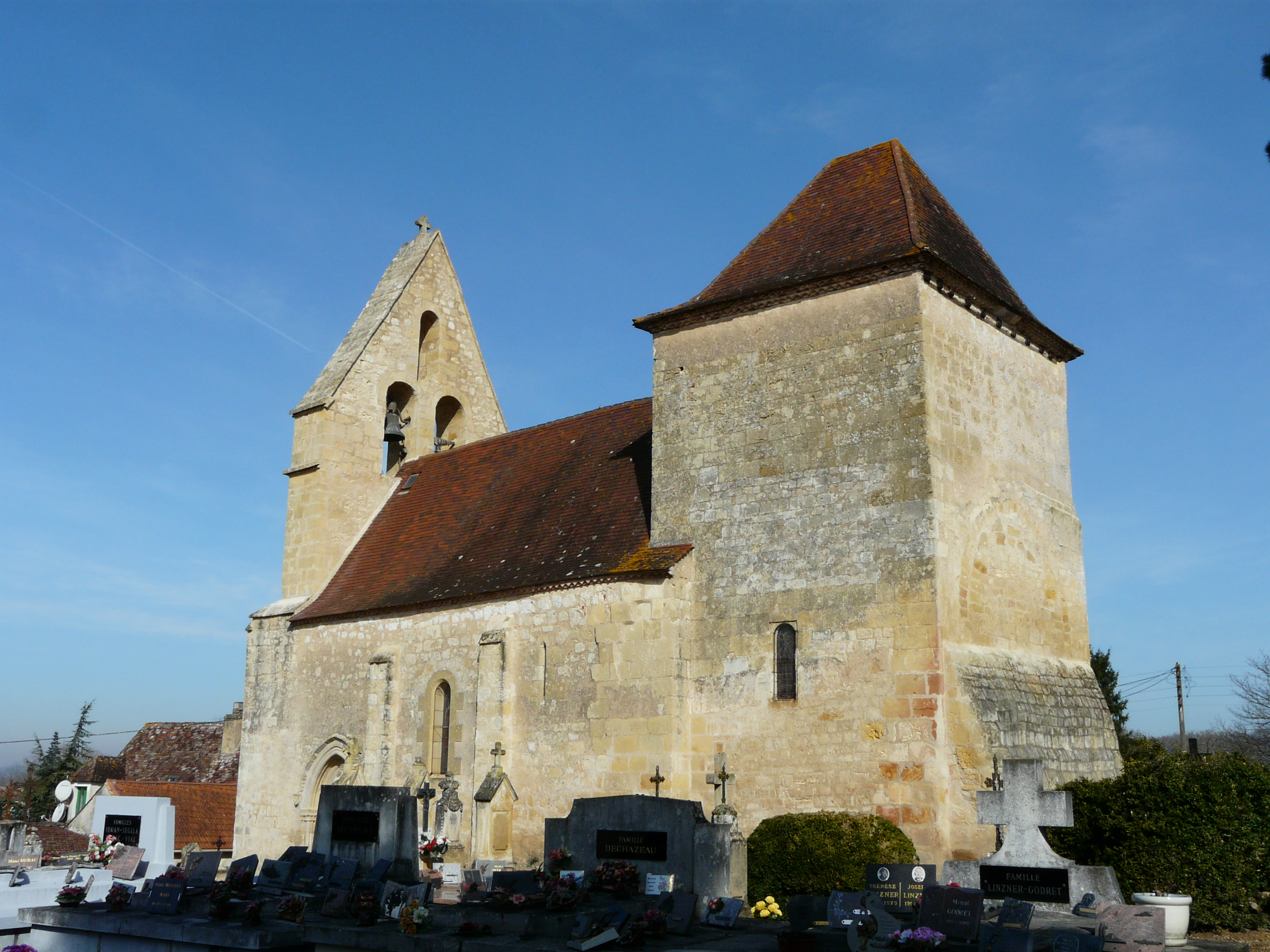
L'église Saint-Avit.
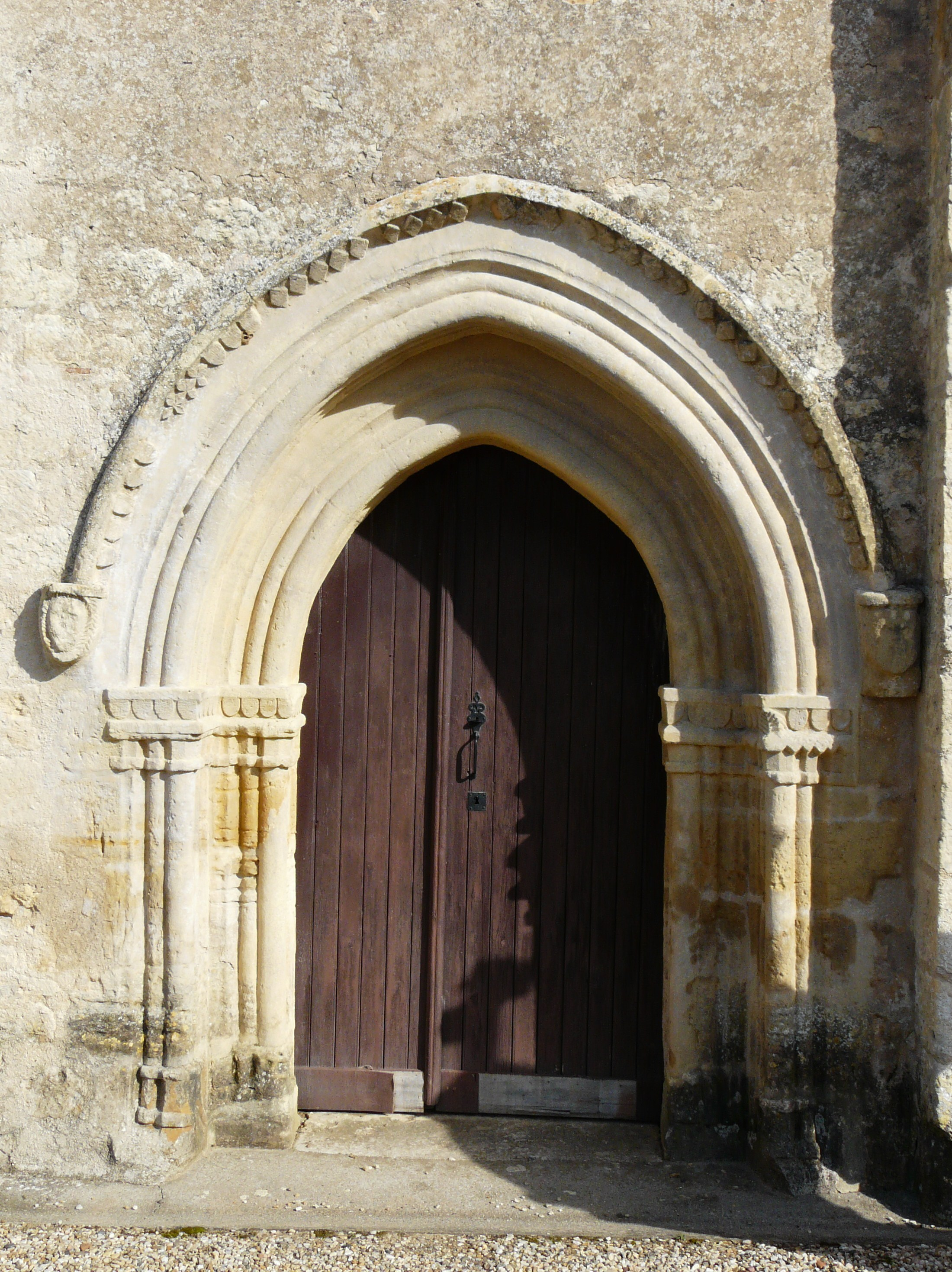
Son portail.
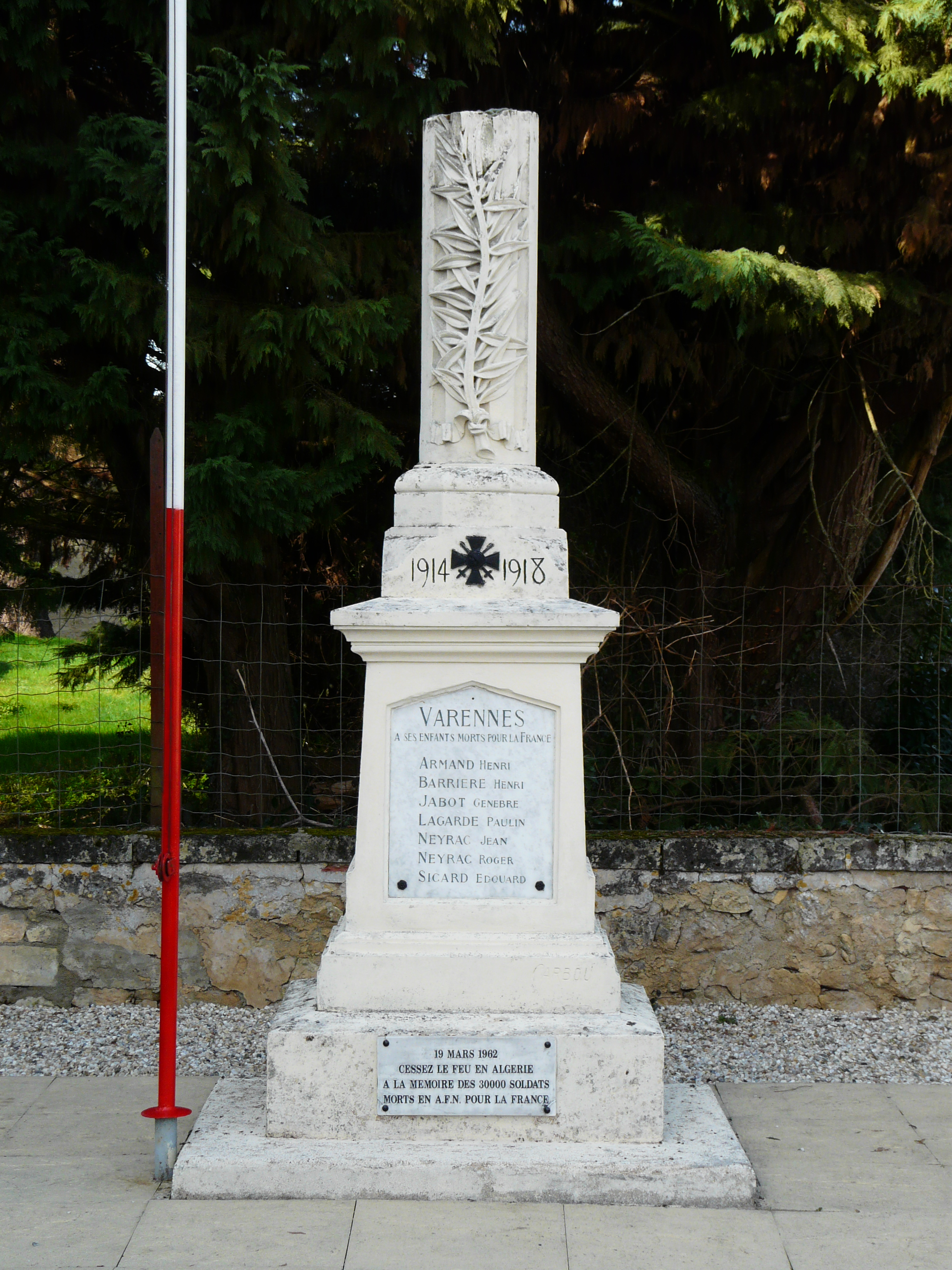
Le monument aux morts.

### Héraldique
| Blason de Varennes | Blason  | Tiercé en fasce : au 1er d'azur à une barque habillée d'argent, au 2e d'or chargé en flancs de deux bouquets de deux épis de blé feuillés de sinople, au 3e de sinople à l'église du lieu d'argent. |
| Blason de Varennes | Détails | Le statut officiel du blason reste à déterminer. |

## Pour approfondir